# Jägerkarspitzen
Die Jägerkarspitzen sind drei dicht benachbarte Gipfel in der Gleirsch-Halltal-Kette im Karwendel. Die Nördliche Jägerkarspitze ist 2596 m ü. A. hoch, die Südliche 2579 m ü. A. und die Mittlere Jägerkarspitze ist mit 2608 m ü. A. der höchste der Gipfel. Nach Westen, Osten, Südwesten und Südosten senden die Spitzen ausgeprägte Grate aus. Der von der Mittleren Jägerkarspitze nach Südwesten zum Großen Katzenkopf (2531 m ü. A.) verlaufende Grat ist nach dem deutschen Alpinisten Hermann von Barth benannt, dem Erstbesteiger der Nördlichen Jägerkarspitze.

## Lage und Umgebung
An den Jägerkarspitzen zweigt der Jägerkarkamm im rechten Winkel von der Gleirschkette nach Süden ab, um sich an der südlichen Spitze in den Barthgrat nach Südwesten und den Südostgrat zu gabeln. Östlich der Spitzen liegt das ausgedehnte Jägerkar, im Süden erstreckt sich das Kar In den Flecken und im Westen das Gleirscher Riegelkar. In einer 700 Meter hohen Wand fällt der Kamm nach Norden in das Hinterautal mit der Isar ab. Benachbarte Berge sind im westlichen Verlauf der Gleirsch-Halltal-Kette die Innere (2438 m ü. A.) und die Äußere Riegelkarspitze (2407 m ü. A.) sowie der Hohe Gleirsch. Im östlichen Verlauf des Kamms befinden sich der Hinterödkopf (2453 m ü. A.) und weiter südöstlich die Jägerkarlspitze (2470 m ü. A.). Der Südostgrat läuft ins Samertal aus, der Südwestgrat trägt den Kleinen und den Großen Katzenkopf (2531 m ü. A.). Etwa 10 km entfernt liegt im Nordwesten Scharnitz.

## Erschließung und Besteigungsgeschichte
Die dokumentierten Erstbesteiger v. Enzensberg, v. Hörmann, Pfaundler und v. Trentinaglia waren Innsbrucker Studenten, die das Gebiet im Jahre 1859 erforschten. Graf Enzensberg sammelte Erkenntnisse in Hinblick auf die Fauna, Trentinaglia nahm geognostische Beobachtungen vor, Hörmann fertigte Zeichnungen von Höhenprofilen und Panoramen an und Pfaundler nahm hypsometrische Messungen vor. Hermann von Barth gilt mit seiner Bergfahrt vom 30. Juli 1870 als Begründer der touristischen Erschließung der Berggruppe, denn seine Route über den später so genannten Barthgrat wurde in den 1880er Jahren von August von Böhm und Carl Diener wiederholt. Heute jedoch werden die Jägerkarspitzen nur selten besucht, Kletterern ist das Gestein der Wände und Grate zu brüchig.
Der heutige Normalweg auf die Südliche Jägerkarspitze führt über Schrofen von Süden durch das Kar In den Flecken in vier Stunden Gehzeit von der südwestlich im Gleirschtal befindlichen Möslalm (1262 m ü. A.) aus. Im Gipfelbereich der Mittleren Jägerkarspitze sind Kletterfähigkeiten im UIAA-Schwierigkeitsgrad II erforderlich. Der Anstieg verläuft hier von der Amtssäge (1223 m ü. A.) über das westlich gelegene Gleirscher Riegelkar in etwa vier Stunden Gehzeit. Ebenfalls im UIAA-Grad II, in äußerst brüchigem Gestein, ist der Gipfel der nördlichen Jägerkarspitze zu erreichen. Eine ernste Kletterei im ausgesetzten UIAA-Grad III ist die Begehung des Barthgrats hinauf zur Mittleren Jägerkarspitze. H. v. Barth geriet hier bei seiner Begehung 1870 in ernste Schwierigkeiten und sprach davon, dass er sich keine Steigerung mehr gewünscht und auch keine mehr gefunden habe. Er habe sich hangelnd, mit den Füßen frei in der Luft hängend fortbewegen müssen.
Da der Berg so selten bestiegen wird, war das 1913 auf der Mittleren Jägerkarspitze angebrachte Gipfelbuch bis ins Jahr 2003 in Gebrauch und noch nicht vollgeschrieben. Das Buch, das als eines der ältesten erhaltenen Gipfelbücher der Region gilt, wurde restauriert und wird heute beim Alpenverein Innsbruck aufbewahrt.